# Charles Auguste Fraikin

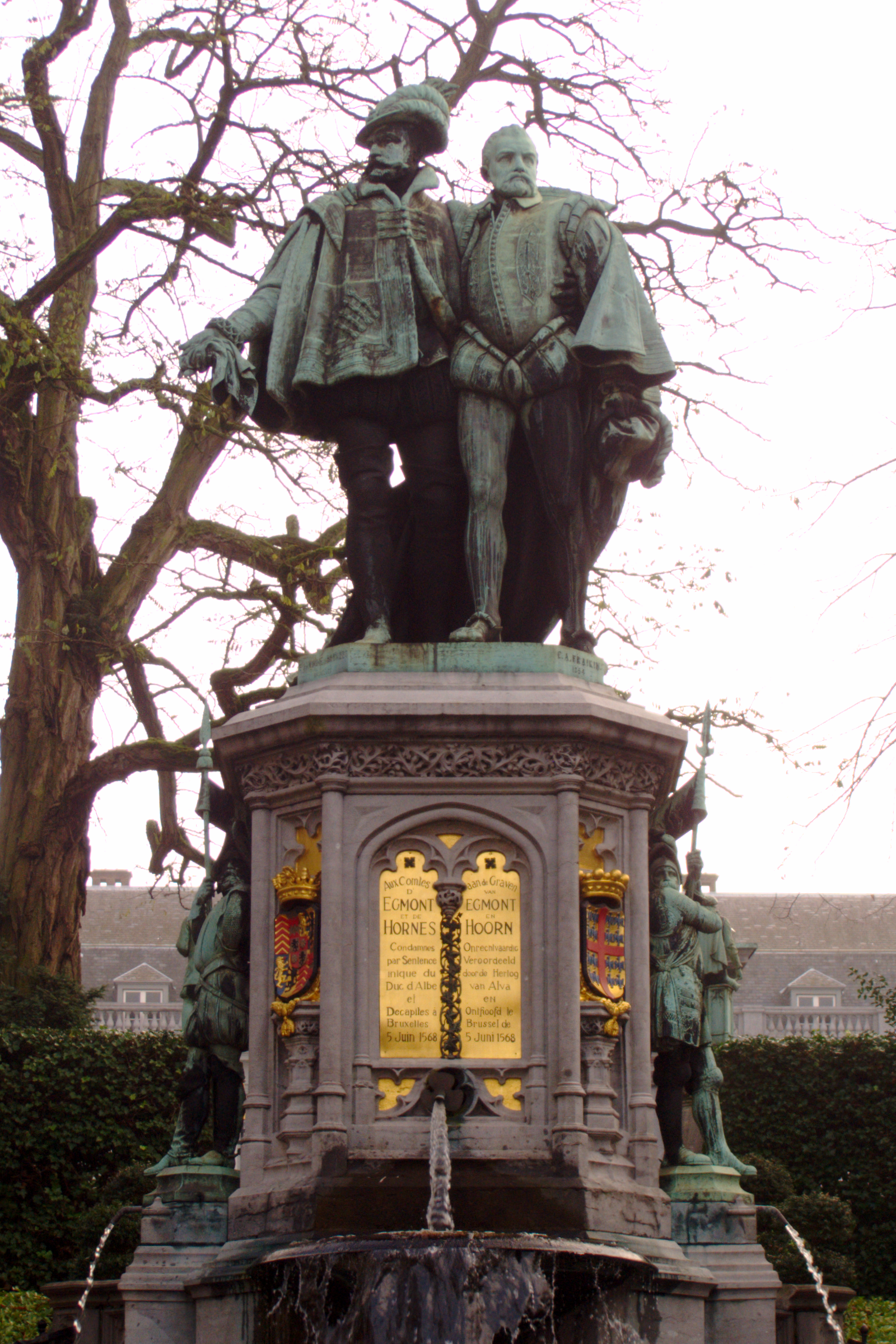
Fraikins monument voor de graven Egmont en Horne (1864)

Charles Auguste Fraikin (Herentals, 14 juni 1817 – Schaarbeek, 22 november 1893) was een Belgisch, neoclassicistisch beeldhouwer.

## Leven
Fraikin volgde vanaf zijn twaalfde tekenlessen aan de Koninklijke Academie voor Schone Kunsten van Antwerpen. Toen hij dertien was, overleed zijn vader. Fraikin koos daarom voor een praktische opleiding tot apotheker. Hij werkte in de apotheek van de zwager van François-Joseph Navez, kunstschilder en directeur van de Brusselse Academie, die zijn talent ontdekte en hem aanspoorde in de kunst verder te gaan.
Op het Salon van Brussel in 1845 won Fraikin een gouden medaille voor het beeld L'amour captif (Gevangen Liefde). Marmeren versies hiervan werden later in de Koninklijke Musea voor Schone Kunsten van België en de Hermitage geplaatst. Het bracht hem onder de aandacht van het Belgische vorstenhuis, wat tot nieuwe opdrachten leidde. Hij maakte onder meer een beeld van koning Leopold I.
Naast beeldhouwer was Fraikin ook conservator van de afdeling beeldhouwkunst van de Koninklijke Musea voor Schone Kunsten van België. Hij was in 1857 getrouwd met Sophie Devis (1838-1919), met wie hij vier kinderen had. Het was geen gelukkig huwelijk en uiteindelijk vroeg zijn vrouw de echtscheiding aan. Er volgde een geruchtmakend proces, maar de dure advocaten Emile de Mot en Charles Woeste verkregen geen uitspraak vóór Fraikins dood in 1893.
Op het einde van zijn leven had hij 94 gipsen modellen geschonken aan de stad Herentals. Hij maakte de opening van zijn museum in de plaatselijke lakenhal nog mee. Na een kerkelijke uitvaart werd hij begraven dicht bij het koor van de Sint-Waldetrudiskerk.

## Werken (selectie)

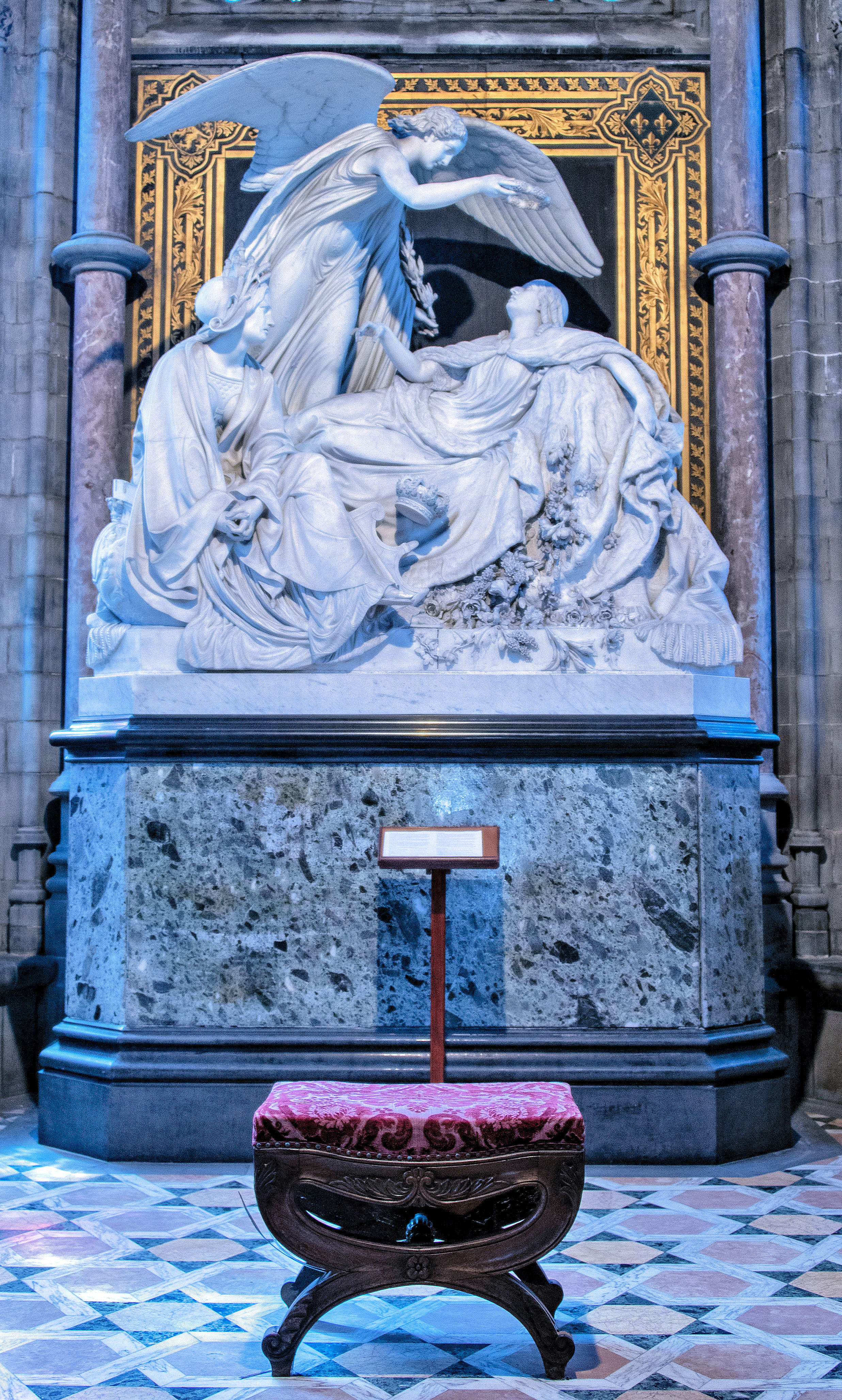
Praalgraf voor koningin Louise Marie in de Sint-Petrus-en-Pauluskerk (Oostende)
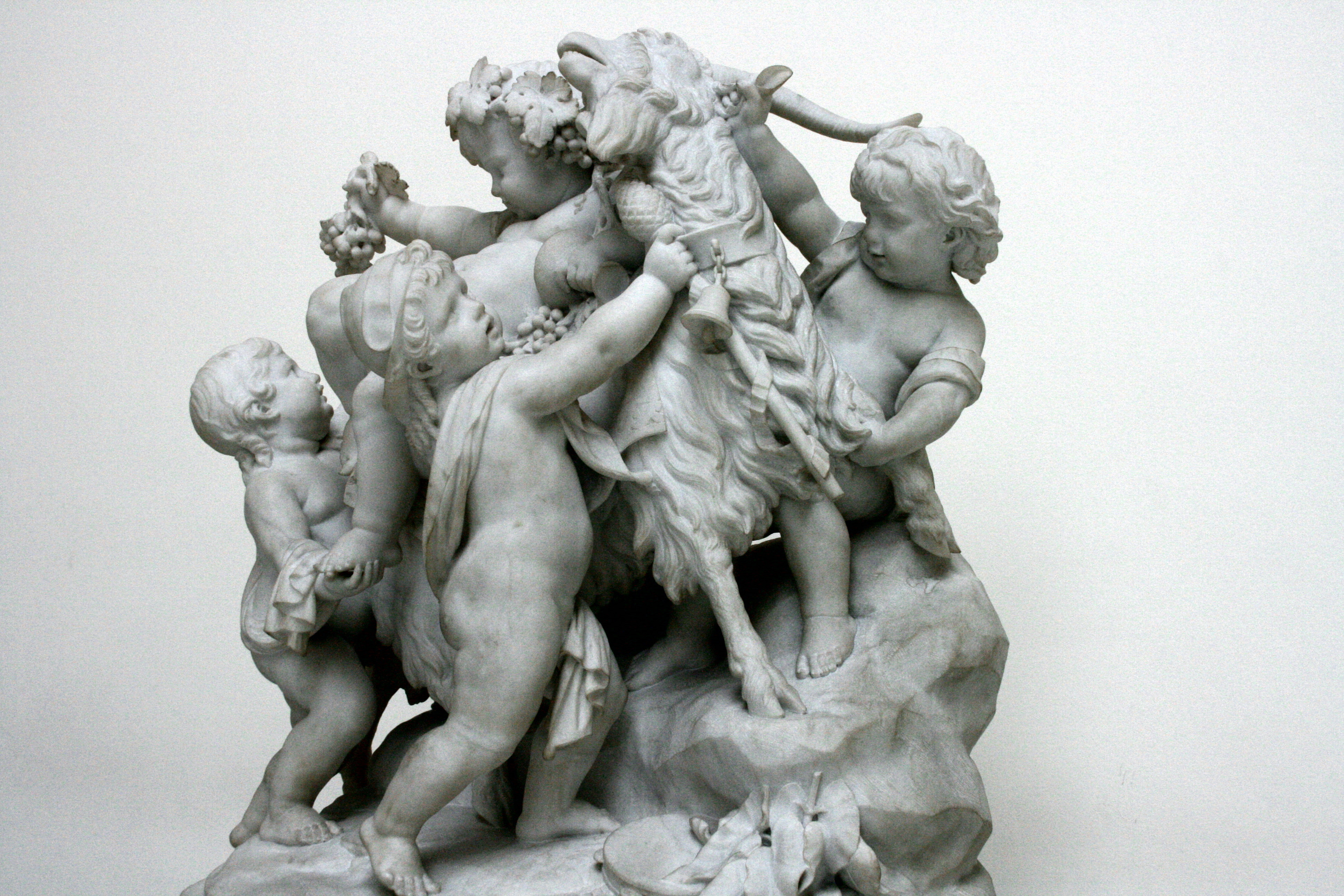
Triomf van Bacchus
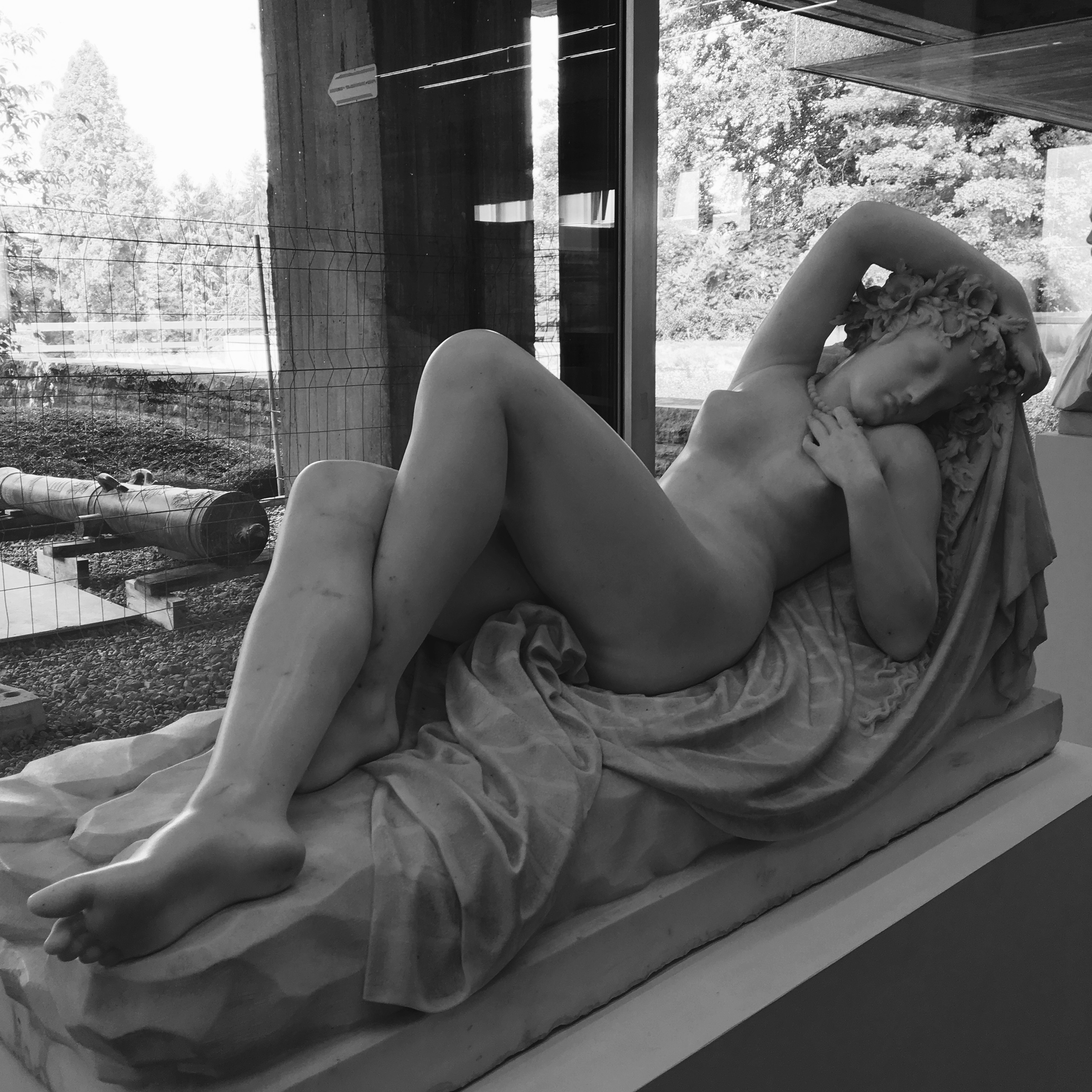
Le Sommeil ou Morphée
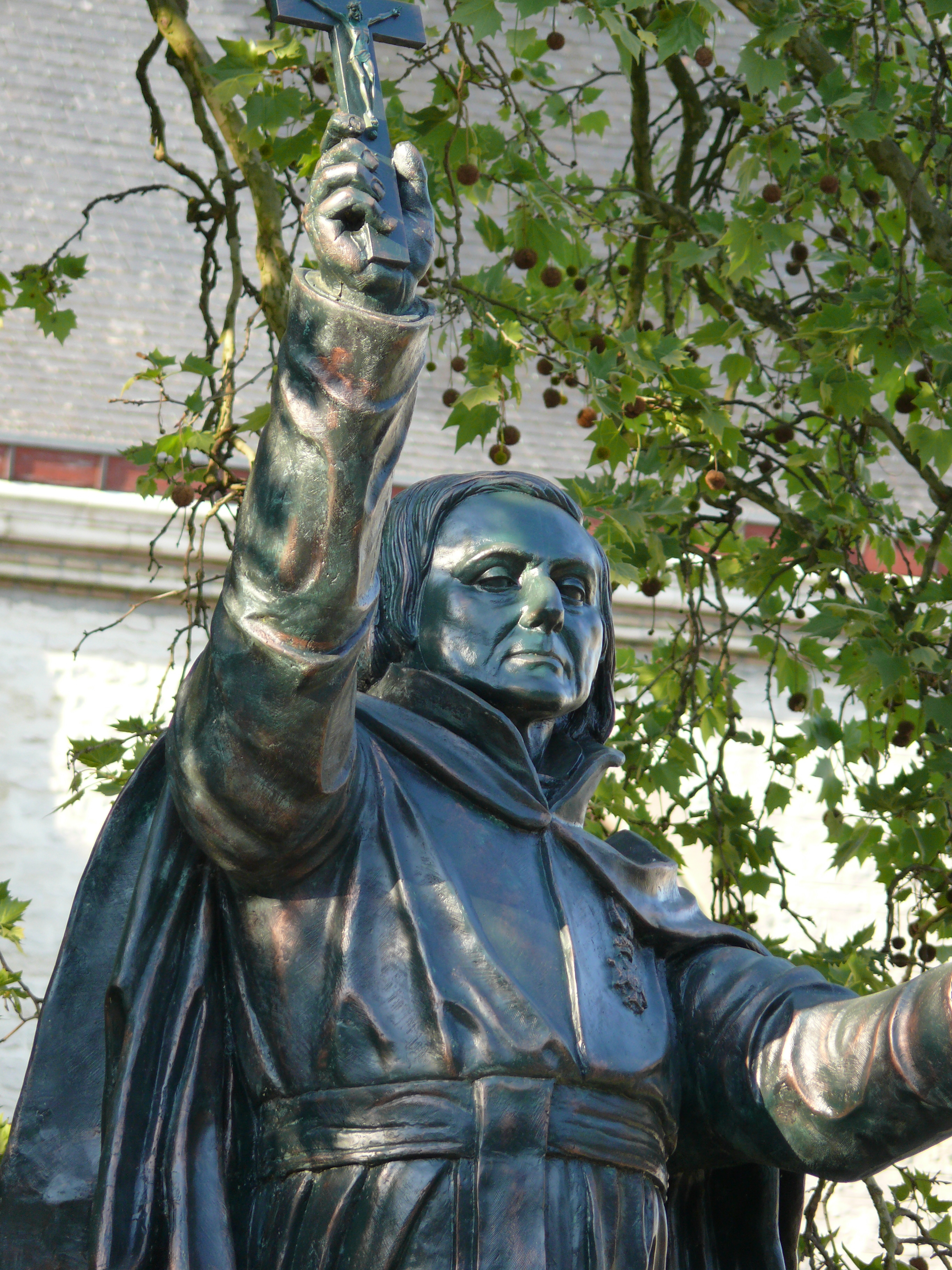
Standbeeld van Pieter-Jan de Smet
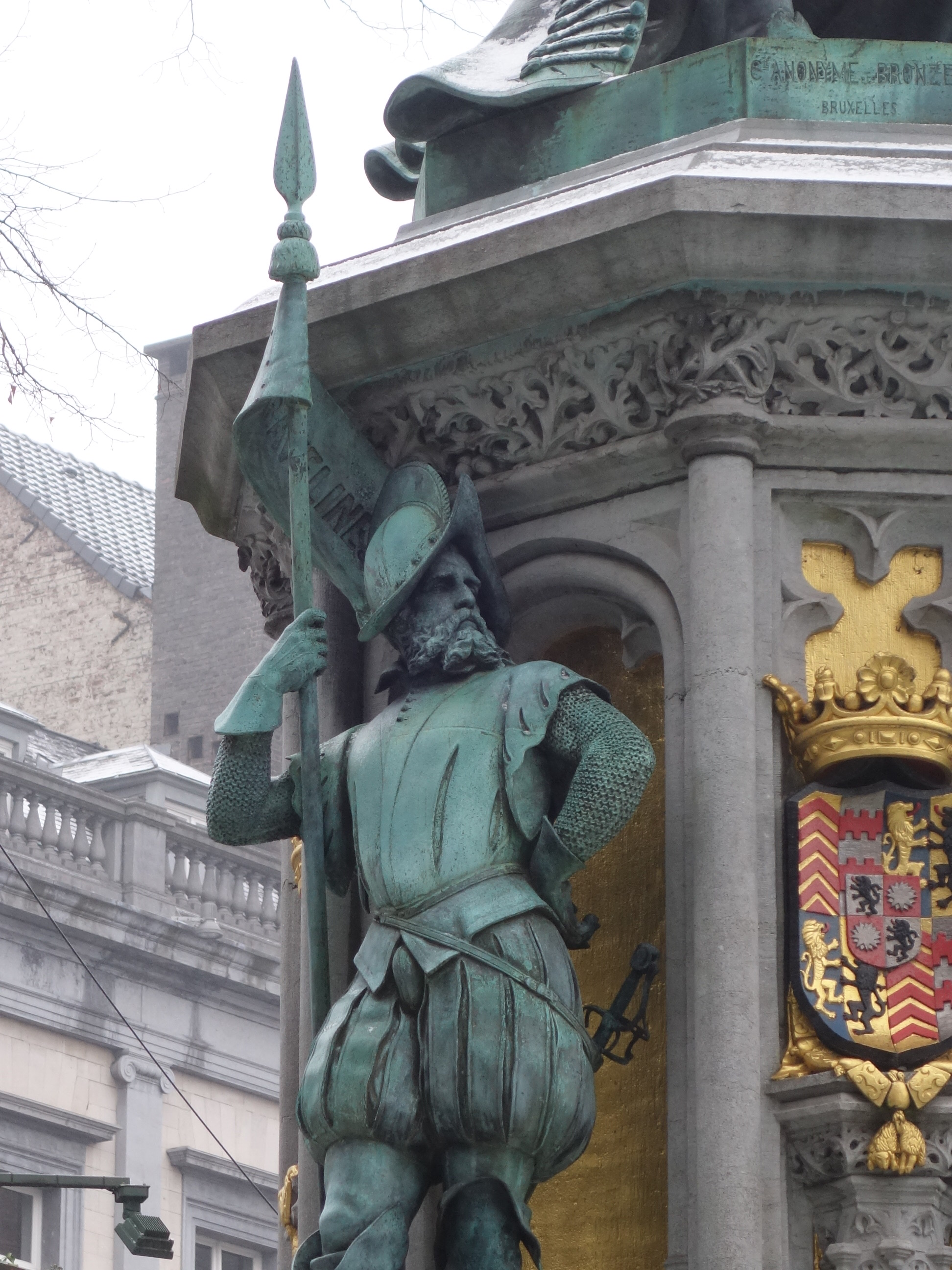
Detail van het monument voor Egmont en Horne
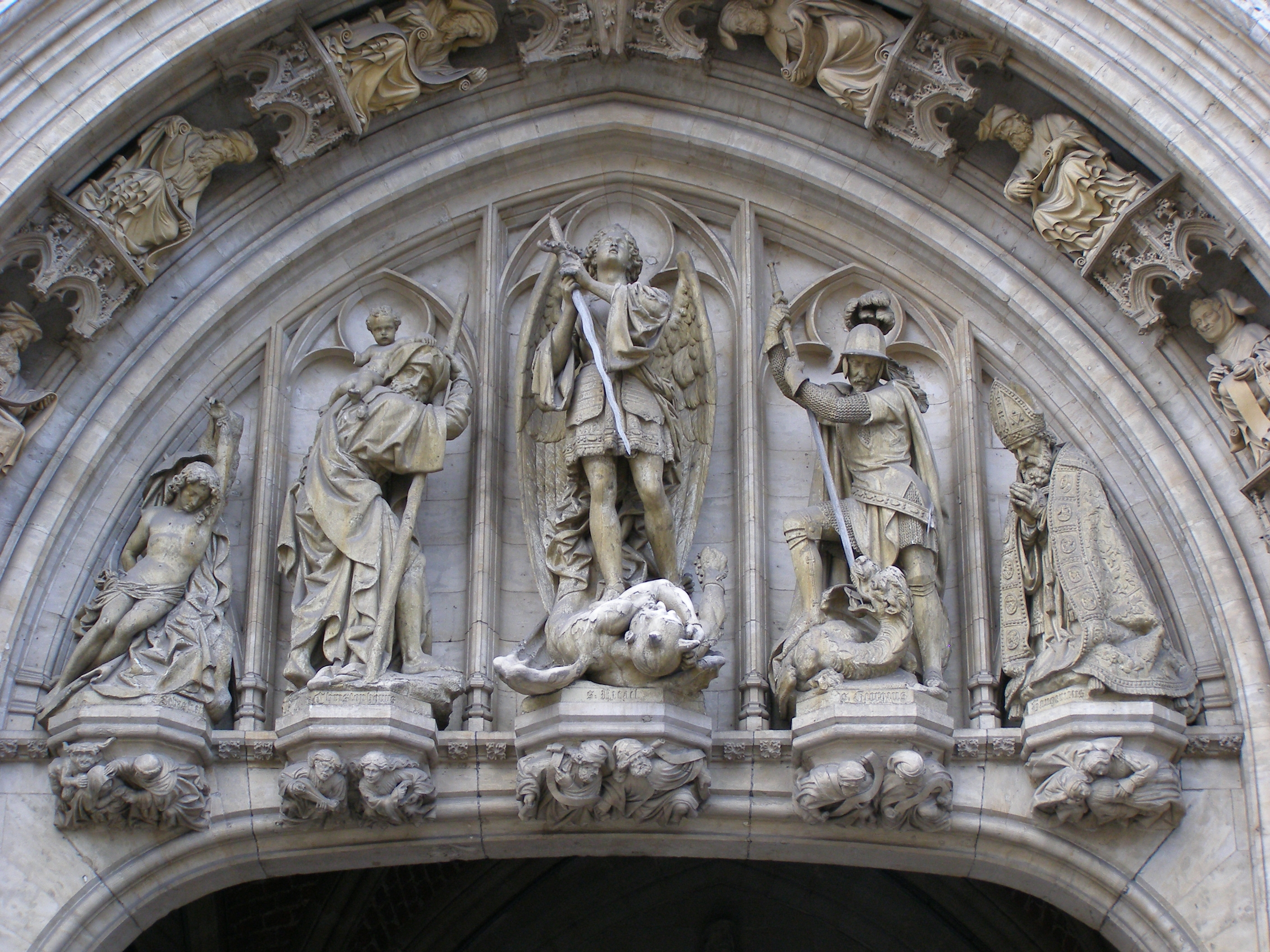
Stadhuisportaal

Brussel:
- allegorie van de stad Brussel (1848), Rouppeplein
- monument voor de graven Egmont en Horne (1864), Kleine Zavel
- elf portaalbeelden voor het stadhuis van Brussel
- praalgraf van Félix de Mérode in de Sint-Goedelekerk
- grafbeeld van Ferdinand Nicolay op de Begraafplaats van Laken

Dendermonde:
- monument pater Pierre-Jean De Smet (1878)[2], O.L. Vrouwekerkplein

Oostende:
- praalgraf voor koningin Louise (1859) in de Sint-Petrus-en-Pauluskerk

## Onderscheidingen en eerbetoon
Fraikin ontving meerdere onderscheidingen en was onder meer Commandeur in de Orde van Leopold II en Ridder in het Legioen van Eer. In Schaarbeek en Herentals werd een straat naar hem genoemd.